# El fumador (Joos van Craesbeeck)
[[Categoría:Cuadros de {{{3}}}]]
El Fumador es una pintura de Joos van Craesbeeck que fue realizada entre 1635 y 1636. Pertenece al género conocido como tronie y se encuentra dentro del periodo del barroco flamenco. Tiene un tamaño de 41 cm x 32 cm. En la actualidad se encuentra en el Museo del Louvre.

## Historia
Durante mucho tiempo se consideró que esta obra era de Adriaen Brouwer.
La pintura es presumiblemente un autorretrato de Joos van Craesbeeck, pintor barroco flamenco. Fiel seguidor de Adrien Brouwer, creó esta pintura hacia 1636. Especializado en la pintura de género, en su obra es frecuente la representación de situaciones de la vida cotidiana localizaadas por lo común en tabernas. En este caso se trata de un tronie ('cara' en holandés), término que se emplea para referirse a las pinturas en las que se representan los rostros exagerando la gesticulación facial, con la pretensión no tanto de ser un retrato como de estudiar la expresividad en situaciones características. En la actualidad esta pintura se encuentra en el Museo del Louvre.

## Descripción

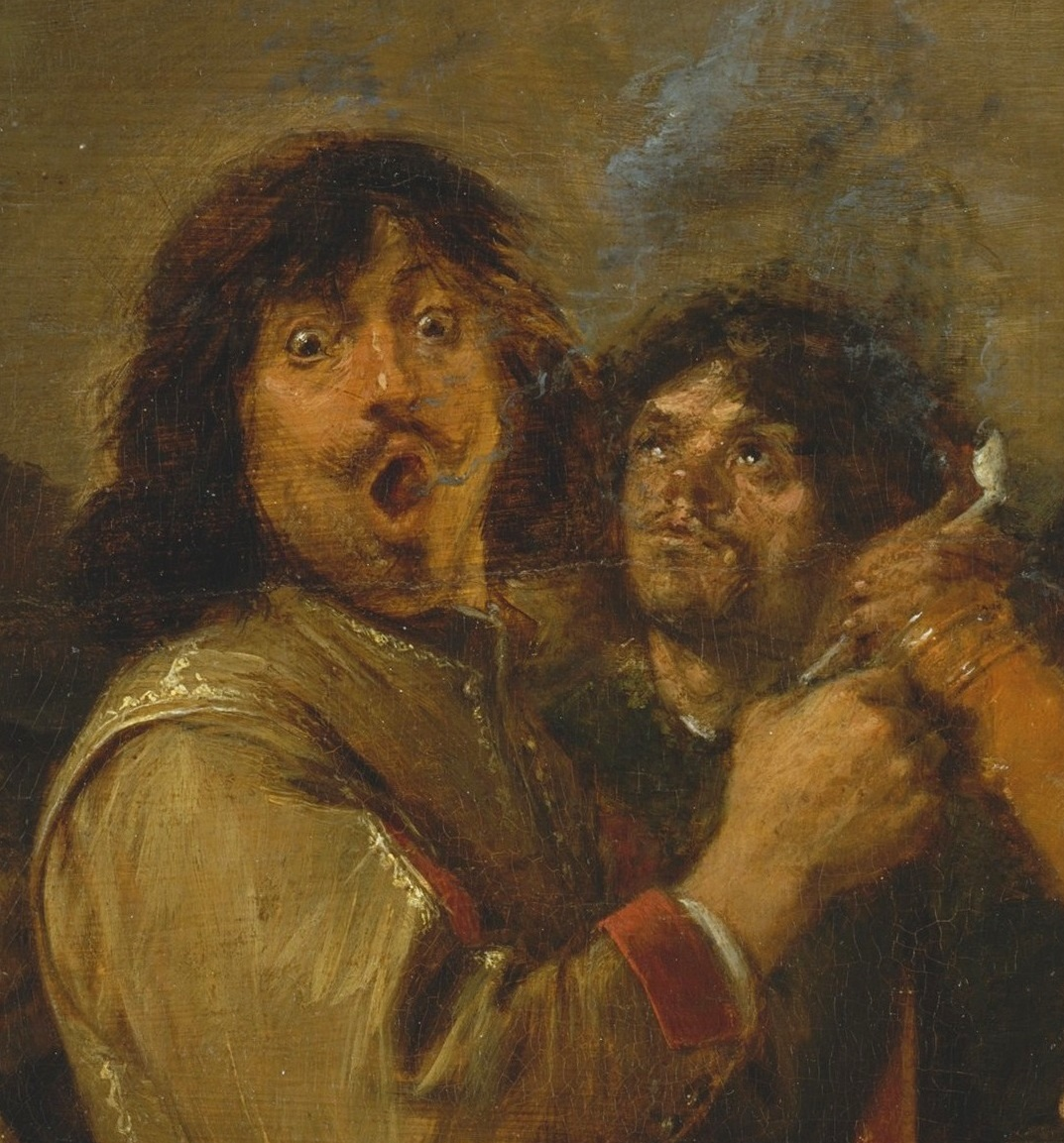
Detalle de Los fumadores (ca. 1636) de Adriaen Brouwer.

Esta obra es un presumible autorretrato de Joos van Craesbeeck en el que se observa a un hombre blanco que toma una botella y un cigarro en sus manos. Este hombre tiene una expresión desagradable, con la boca abierta y los ojos profundos, inicio de un sinfín de obras en las que según Lessing se perderán la formalidad de la obra.
La obra guarda relación a Los fumadores (1636) de Brouwer, particularmente por la semejanza física con el personaje central de la obra.

## Análisis de la obra
La pintura de El fumador es un estudio humorístico y de carácter que representa los efectos del consumo en exceso del alcohol y el tabaco.
En este tiempo los artistas comienzan a despertar no como artesanos, sino como artistas renombrados, y para ser tomados en cuenta comienzan a deformar sus pinturas al grado de volverlas grotescas y vulgares, renunciando a la perfección buscada en el Renacimiento.
Manet quedó tan impresionado con la obra de Craesbeeck, que la usó de inspiración para su pintura Le Buveur d'absinthe, aunque Manet reemplazó la botella de alcohol por una de absenta.